# 叶友弟
友弟（Yudi Yap）是一位马来西亚女歌手，彭亨文冬人，1987年参加激荡工作坊的创始成员之一，1990年代为另类音乐人主唱，参与推动过两届“海螺新韵奖”华语流行歌曲创作比赛。 另类音乐人于2000年代解散后，友弟成为幕后企划，并在家乡创立手工椰子糖品牌“Yudimama's”。
友弟从另类音乐人单飞以后，专于演绎5、60年代南洋经典时代曲，被美誉称为“南国之莺”（Nanyang Songbird）。 2009年成立“摩登南洋”音乐工作坊，推出系列演歌专辑及音乐会。
友弟也是一位词曲创作人，填词代表作品包括娱协奖十大金曲〈漫步月光下〉、阿牛演唱〈桃花朵朵开〉、李心洁演唱〈裙摆摇摇〉、词曲作品有电视剧《女头家》金视奖最佳主题曲〈髮花〉、《罪爱》主题曲《勿忘我》、本身歌辑《Jalan Jalan惹兰》及《我的老唱盘》等创作歌曲。除了音乐之外，友弟也参与过多出音乐剧演出及电视音乐节目的评审老师，并且担任报刊杂志的专栏作者。

## 作品

### 个人专辑
- 2001年专辑《好老歌》（Good Old Tunes）
- 2009年电视原声专辑《女头家》（The Iron Lady）
- 2011年专辑《你要小心保护你的心》（Mind Your Heart, Love Your Soul）
- 2012年专辑《情。调》（Shades of Passion）
- 2013年专辑《咖啡酥酥》（Kopisusu），第11届金马仑艺术大奖（BOH Cameronian Arts Awards）八项提名，荣获最佳个人演绎奖及最佳团体演唱奖[6]
- 2019年专辑《惹兰》（Kopisusu 2: Jalan-Jalan），2020年“AIM中文音乐颁奖典礼”最佳歌曲制作奖及最佳女歌手奖（经典风格组）[7]
- 2021年专辑《那时今日》（Then and Now）[7]